# Alessandro Pierini
Alessandro Pierini (Viareggio, 22 marzo 1973) è un allenatore di calcio ed ex calciatore italiano, di ruolo difensore.

## Biografia
È il padre di Nicholas Pierini, anch'egli calciatore professionista.

## Carriera

### Giocatore
Ha giocato diverse stagioni in Serie A con le maglie di Udinese, Fiorentina, Parma e Reggina. Ha chiuso poi la carriera in Spagna con le maglie di Racing Santander e Córdoba.
Ha collezionato una presenza in Nazionale, in occasione della partita Italia-Argentina (1-2) disputata a Roma il 28 febbraio 2001.

### Allenatore
Ha iniziato la sua carriera da tecnico con le giovanili del Córdoba e poi con la squadra B del club spagnolo.
Tornato in Italia, ha allenato i dilettanti del Camaiore nel campionato di Eccellenza Toscana 2014-2015.
Nel giugno 2015 è chiamato a guidare il Viareggio 2014 per la Serie D 2015-2016 che la squadra conclude all'undicesimo posto. Alla fine della stagione non viene confermato sulla panchina bianconera.
Nel 2017 diventa il vice allenatore di Alessandro Calori al Trapani.
Il 27 luglio 2018 viene ufficializzato il suo passaggio allo Spezia come allenatore della formazione Primavera.

## Statistiche

### Cronologia presenze e reti in nazionale
| Cronologia completa delle presenze e delle reti in nazionale ― Italia | Cronologia completa delle presenze e delle reti in nazionale ― Italia | Cronologia completa delle presenze e delle reti in nazionale ― Italia | Cronologia completa delle presenze e delle reti in nazionale ― Italia | Cronologia completa delle presenze e delle reti in nazionale ― Italia | Cronologia completa delle presenze e delle reti in nazionale ― Italia | Cronologia completa delle presenze e delle reti in nazionale ― Italia | Cronologia completa delle presenze e delle reti in nazionale ― Italia |
| Data                                                                  | Città                                                                 | In casa                                                               | Risultato                                                             | Ospiti                                                                | Competizione                                                          | Reti                                                                  | Note                                                                  |
| --------------------------------------------------------------------- | --------------------------------------------------------------------- | --------------------------------------------------------------------- | --------------------------------------------------------------------- | --------------------------------------------------------------------- | --------------------------------------------------------------------- | --------------------------------------------------------------------- | --------------------------------------------------------------------- |
| 28-2-2001                                                             | Roma                                                                  | Italia                                                                | 1 – 2                                                                 | Argentina                                                             | Amichevole                                                            | -                                                                     |                                                                       |
| Totale                                                                |                                                                       | Presenze                                                              | 1                                                                     |                                                                       | Reti                                                                  | 0                                                                     |                                                                       |

## Palmarès

### Giocatore

#### Competizioni giovanili
- Coppa Italia Primavera: 1

Udinese: 1992-1993

#### Competizioni nazionali
- Coppa Italia: 1

Fiorentina: 2000-2001